# Hayastani Ankaxowt'yan Gavat' 2003
La Hayastani Ankaxowt'yan Gavat' 2003 (conosciuta anche come Coppa dell'Indipendenza) è stata la 12ª edizione della Coppa nazionale armena. Il torneo è iniziato il 15 marzo e si è concluso il 27 maggio 2003. Il Mika Ashtarak ha vinto la coppa per la terza volta battendo in finale il Banants.

## Ottavi di finale
Gli incontri di andata si disputarono il 15 e 16 mentre quelli di ritorno il 19 e 20 marzo 2003.
| Squadra 1        | Totale | Squadra 2               | Andata | Ritorno |
| ---------------- | ------ | ----------------------- | ------ | ------- |
| Mika-2 Ashtarak  | 1 - 8  | Pyunik Erevan           | 0 - 6  | 1 - 2   |
| Dinamo FA Erevan | 0 - 16 | Mika Ashtarak           | 0 - 10 | 0 - 6   |
| Banants          | 13 - 0 | Nork-Marash Erevan      | 6 - 0  | 7 - 0   |
| Kotayk-2003      | 0 - 3  | Shirak Giumri           | 0 - 2  | 0 - 1   |
| Kotayk Abovyan   | 5 - 0  | Pyunik-2 Erevan         | 4 - 0  | 1 - 0   |
| Lokomotiv Erevan | 1 - 6  | Dinamo-2000 Erevan      | 0 - 6  | 1 - 0   |
| Araks Ararat     | 2 - 3  | Kilikia Erevan          | 1 - 1  | 1 - 2   |
| Spartak Erevan   | 6 - 0  | Lernayin Artsakh Erevan | 3 - 0  | 3 - 0   |

## Quarti di finale
Gli incontri di andata si disputarono il 23 e 24 marzo mentre quelli di ritorno il 6 e 7 aprile 2003.
| Squadra 1      | Totale | Squadra 2          | Andata | Ritorno |
| -------------- | ------ | ------------------ | ------ | ------- |
| Spartak Erevan | 0 - 5  | Mika Ashtarak      | 0 - 3  | 0 - 2   |
| Pyunik Erevan  | 1 - 0  | Kotayk Abovyan     | 1 - 0  | 0 - 0   |
| Banants        | 6 - 3  | Dinamo-2000 Erevan | 4 - 0  | 2 - 3   |
| Kilikia Erevan | 0 - 1  | Shirak Giumri      | 0 - 1  | 0 - 0   |

## Semifinali
Gli incontri di andata si disputarono il 17 e 18 maggio mentre quelli di ritorno il 22 e 23 maggio 2003.
| Squadra 1     | Totale | Squadra 2     | Andata | Ritorno |
| ------------- | ------ | ------------- | ------ | ------- |
| Shirak Giumri | 0 - 3  | Mika Ashtarak | 0 - 0  | 0 - 3   |
| Banants       | 3 - 2  | Pyunik Erevan | 1 - 1  | 2 - 1   |

## Finale
La finale si svolse il 27 maggio 2003.
| Erevan 27 maggio 2003                                | Banants   | 0 – 1              | Mika Ashtarak | Hanrapetakan Stadium |
| \| \| \| \| \| \| Marcatori \| 88’ Armen Petikian \| |           |                    |               |                      |
|                                                      |           |                    |               |                      |
|                                                      | Marcatori | 88’ Armen Petikian |               |                      |